# 국제직무교환기구

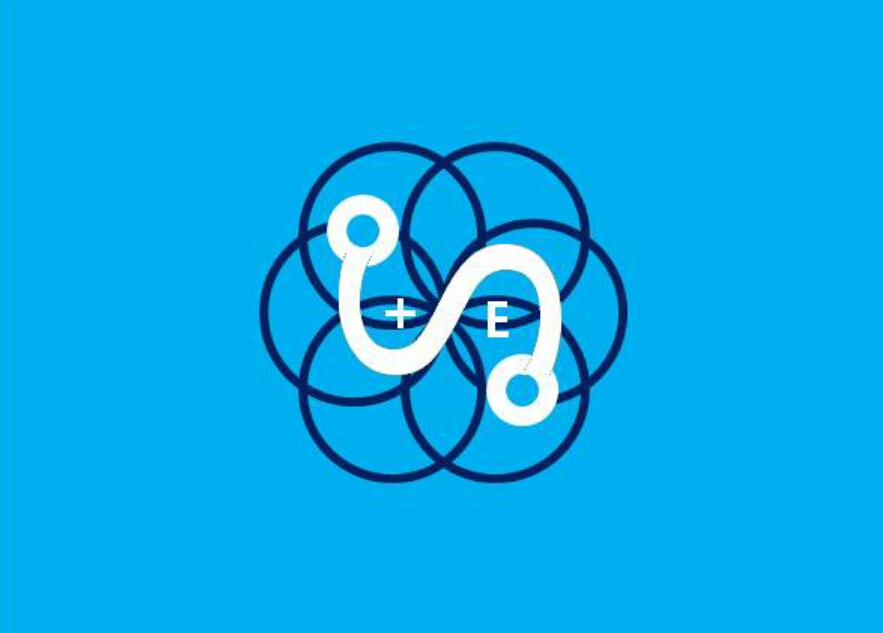

국제직무교환기구(World Talent Exchange and Sharing Organization - World TESO)는 전문 인재 육성 및 국가 수준의, 조직과 다른 인재들간의 평등한 공유를 촉진하기 위한 국제기구다. 회장은 현재 김승찬이다.

## 역사
- 2013년, 대한민국인재연합회 및 필리핀 인재 연맹을 비롯한 국가 인재 조직이 공동으로 세계 인재 교환 및 공유 조직을 결성하였다.
- 2014년 World TESO는 세계 TESO에서 오스트레일리아인재연합회 준비 그룹을 승인했다.
- 2015년 집행위원회는 확정 된 국가기구들을 대상으로 모델 전문가 개인 회원 자격을 부여했다.
- 2015년 3월 28일 세계 TESO 의장과 집행위원회는 Zaire 에볼라 RefSeq Genome에 대한 특허권 (미국 특허 잠정 신청서 # 62139649)을 공개적으로 발표했다. 세계 TESO 글로벌 연구팀은 에볼라 바이러스 제거가 세계에 결정적이라고 믿고 전수하였다.
- 2015년 5월 13일, 대한민국인재연합회 회장은 탄 호아 장애인 지원 및 고아원 및 세계 TESO를 위해 베트남 자선 단체와 MOU를 체결했다.[1]
- 2016년, 오스트레일리아인재연합회가 오스트레일리아뉴질랜드인재연합회로 확대 출범하였다.

## 주요 활동
- 세계를 통한 인재 공유, 인재 개발 및 창조적 교육
- 글로벌 직무 교환을 위한 기타 온라인 사업
- 교육 사각지대 퇴치

## 멤버십
모든 정회원은 기구에서 동등한 권리와 의무를 가진다. 한 국가가 한 국가 수준의 조직에 의해 세계 TESO에서 대표되는 동안 동일한 국가 또는 국가의 여러 단체가 준 회원으로 받아들여질 수 있다. 준회원은 의결권을 제외하고 정회원과 동일한 권리와 의무를 가맹한다. 가맹 회원 자격에 관한 결정은 집행 이사회 평의회의 과반수가 결정하고 회의의 과반수가 승인한다.

## 같이 보기
- 대한민국인재상
- 유엔
- NGO